# Atletica leggera ai Giochi della XX Olimpiade - 200 metri piani maschili

Video della Finale

I 200 metri piani hanno fatto parte del programma maschile di atletica leggera ai Giochi della XX Olimpiade. La competizione si è svolta nei giorni 3-4 settembre 1972 allo Stadio olimpico di Monaco.

## Presenze ed assenze dei campioni in carica
| Competizione      | Atleta         | Prestazione | Monaco 1972 |
| ----------------- | -------------- | ----------- | ----------- |
| Olimpiadi 1968    | Tommie Smith   | 19”83       | Ritir. 1969 |
| Commonwealth 1970 | Donald Quarrie | 20”56       | Presente    |
| Asiatici 1970     | Anat Ratanapol | 21”1        | Non qual.   |
| Panamericani 1971 | Donald Quarrie | 19”86       | Presente    |
| Europei 1971      | Valerij Borzov | 20”3        | Presente    |

## La gara
Nella prima batteria si infortuna il polacco Nowosz, finalista dei 100. Nei Quarti i migliori si mettono in mostra e i tempi si abbassano: Borzov vince in 20"30, Larry Black fa ancora meglio: 20"28. Pietro Mennea, ventenne promessa dell'atletica italiana, vince la sua frazione in 20"47.

La prima semifinale è vinta da Borzov (20"74) sugli americani Burton e Smith. Si ritira il ventunenne giamaicano Quarrie per strappo muscolare all'uscita dai blocchi: la finale perde un protagonista. Nella seconda frazione domina Larry Black (20"36), che distanzia di tre metri Mennea.

In finale tutti si aspettano che gli americani si prendano la rivincita su Borzov. Black e Borzov partono molto bene e si affacciano appaiati sulla retta d'arrivo, dove però il sovietico insiste su un ritmo che gli consente di allungare di quasi 2 metri sul rivale e di vincere l'oro con il nuovo record europeo: 20"00. Negli ultimi 25 metri Mennea strappa il bronzo a Burton. Giunge quinto il vincitore dei Trials, Chuck Smith.

## Risultati

### Turni eliminatori
| 9 Batterie         | 3 settembre | 66 iscritti       | Si qualificano i primi 4 + i 4 migliori tempi. |
| 5 Quarti di finale | 3 settembre | 8 + 8 + 8 + 8 + 8 | Si qualificano i primi 3 + il miglior tempo.   |
| 2 Semifinali       | 4 settembre | 8 + 8             | Si qualificano i primi 4.                      |
| Finale             | 4 settembre | 8 concorrenti     |                                                |

### Batterie
| Pos. | Atleta            | Nazione        | Tempo | Nota |
| ---- | ----------------- | -------------- | ----- | ---- |
| 1    | Siegfried Schenke | Germania Est   | 20"66 | Q    |
| 2    | Bruno Cherrier    | Francia        | 20"79 | Q    |
| 3    | Jiří Kynos        | Cecoslovacchia | 20"95 | Q    |
| 4    | Audun Garshol     | Norvegia       | 21"16 | Q    |
| 5    | Pasqualino Abeti  | Italia         | 21"17 | q    |
| 6    | Solomon Belaye    | Etiopia        | 21"73 |      |
| -    | Zenon Nowosz      | Polonia        |       | NP   |

| Pos. | Atleta             | Nazione        | Tempo | Nota |
| ---- | ------------------ | -------------- | ----- | ---- |
| 1    | Don Quarrie        | Giamaica       | 21"04 | Q    |
| 2    | Martin Jellinghaus | Germania Ovest | 21"10 | Q    |
| 3    | Andrés Calonge     | Argentina      | 21"39 | Q    |
| 4    | Ladislav Kříž      | Cecoslovacchia | 21"58 | Q    |
| 5    | Mike Sands         | Bahamas        | 21"61 | q    |
| 6    | Yeo Kian Chye      | Singapore      | 21"89 |      |
| -    | Meite Amadou       | Costa d'Avorio |       | NP   |
| -    | Rodolfo Rieder     | Paraguay       |       | NP   |

| Pos. | Atleta                | Nazione           | Tempo | Nota |
| ---- | --------------------- | ----------------- | ----- | ---- |
| 1    | Valerij Borzov        | Unione Sovietica  | 20"64 | Q    |
| 2    | Edwin Roberts         | Trinidad e Tobago | 20"95 | Q    |
| 3    | Richard Hardware      | Giamaica          | 21"09 | Q    |
| 4    | Motsapi Moorosi       | Lesotho           | 21"15 | Q    |
| 5    | Su Wen-Ho             | Taiwan            | 21"55 | q    |
| 6    | Jean-Pierre Bassegela | Rep. del Congo    | 21"72 |      |
| 7    | Hamad Ndee            | Tanzania          | 21"74 |      |

| Pos. | Atleta             | Nazione           | Tempo | Nota |
| ---- | ------------------ | ----------------- | ----- | ---- |
| 1    | Pietro Mennea      | Italia            | 20"53 | Q    |
| 2    | Markku Juhola      | Finlandia         | 20"98 | Q    |
| 3    | Ainsley Armstrong  | Trinidad e Tobago | 21"12 | Q    |
| 4    | Guillermo González | Porto Rico        | 21"22 | Q    |
| 5    | Sammy Monsels      | Suriname          | 21"26 | q    |
| 6    | Gaston Malam       | Camerun           | 21"71 |      |
| 7    | Gary Georges       | Haiti             | 22"97 |      |

| Pos. | Atleta               | Nazione       | Tempo | Nota |
| ---- | -------------------- | ------------- | ----- | ---- |
| 1    | Larry Black          | Stati Uniti   | 20"79 | Q    |
| 2    | René Metz            | Francia       | 21"08 | Q    |
| 3    | Brian Green          | Gran Bretagna | 21"26 | Q    |
| 4    | Omar Chokhmane       | Marocco       | 21"29 | Q    |
| 5    | Luiz da Silva        | Brasile       | 21"81 |      |
| 6    | Eston Kaonga         | Malawi        | 22"18 |      |
| -    | Benedict Majekodumni | Nigeria       | 22"18 | NP   |

| Pos. | Atleta                      | Nazione           | Tempo | Nota |
| ---- | --------------------------- | ----------------- | ----- | ---- |
| 1    | Chuck Smith                 | Stati Uniti       | 20"79 | Q    |
| 2    | Vladimir Loveckij           | Unione Sovietica  | 20"99 | Q    |
| 3    | Sunil Gunawardene           | Ceylon            | 21"60 | Q    |
| 4    | Trevor James                | Trinidad e Tobago | 21"83 | Q    |
| 5    | Zain-ud-Din bin Abdul Wahab | Malaysia          | 21"87 |      |
| 6    | Dominic Saidu               | Liberia           | 22"48 |      |
| 7    | Said Khalil Al-Dosari       | Arabia Saudita    | 22"56 |      |
| -    | Jean-Aimé Randrianalijaona  | Madagascar        |       | NP   |

| Pos. | Atleta                   | Nazione        | Tempo | Nota |
| ---- | ------------------------ | -------------- | ----- | ---- |
| 1    | Jaroslav Matoušek        | Cecoslovacchia | 20"70 | Q    |
| 2    | Francisco García         | Spagna         | 20"89 | Q    |
| 3    | George Daniels           | Ghana          | 21"05 | Q    |
| 4    | Jimmy Sierra             | Colombia       | 21"10 | Q    |
| 5    | Kevin Johnson            | Bahamas        | 21"70 |      |
| 6    | Ibrahim Saad Abdel Galil | Sudan          | 22"41 |      |
| -    | Abdulazeez Abdulkareem   | Kuwait         |       | NP   |
| -    | Mao Samphon              | Cambogia       |       | NP   |

| Pos. | Atleta            | Nazione        | Tempo | Nota |
| ---- | ----------------- | -------------- | ----- | ---- |
| 1    | Manfred Ommer     | Germania Ovest | 4     | Q    |
| 2    | Hans-Joachim Zenk | Germania Est   | 6     | Q    |
| 3    | James Addy        | Ghana          | 7     | Q    |
| 4    | Dan Amuke         | Kenya          | 2     | Q    |
| 5    | Nusrat Iqbal Sahi | Pakistan       | 1     |      |
| -    | Saleh Alah-Djaba  | Ciad           | 5     | Rit. |
| -    | Charles Francis   | Canada         |       | NP   |

| Pos. | Atleta             | Nazione       | Tempo | Nota |
| ---- | ------------------ | ------------- | ----- | ---- |
| 1    | Larry Burton       | Stati Uniti   | 20"80 | Q    |
| 2    | Lucien Sainte-Rose | Francia       | 21"09 | Q    |
| 3    | Bevan Smith        | Nuova Zelanda | 21"17 | Q    |
| 4    | Philippe Clerc     | Svizzera      | 21"32 | Q    |
| 5    | Tukal Mokalam      | Filippine     | 21"81 |      |
| 6    | William Dralu      | Uganda        | 21"87 |      |
| -    | Larmeck Mukonde    | Zambia        |       | NP   |

### Quarti di finale
| Pos. | Atleta             | Nazione          | Tempo | Nota |
| ---- | ------------------ | ---------------- | ----- | ---- |
| 1    | Valerij Borzov     | Unione Sovietica | 20"30 | Q    |
| 2    | Manfred Ommer      | Germania Ovest   | 20"53 | Q    |
| 3    | Jiří Kynos         | Cecoslovacchia   | 20"68 | Q    |
| 4    | René Metz          | Francia          | 20"83 |      |
| 5    | Jimmy Sierra       | Colombia         | 20"87 |      |
| 6    | Omar Chokhmane     | Marocco          | 21"00 |      |
| 7    | Guillermo González | Porto Rico       | 21"10 |      |
| -    | Mike Sands         | Bahamas          |       | NP   |

| Pos. | Atleta            | Nazione           | Tempo | Nota |
| ---- | ----------------- | ----------------- | ----- | ---- |
| 1    | Jaroslav Matoušek | Cecoslovacchia    | 20"65 | Q    |
| 2    | Chuck Smith       | Stati Uniti       | 20"66 | Q    |
| 3    | Ainsley Armstrong | Trinidad e Tobago | 21"00 | Q    |
| 4    | Bevan Smith       | Nuova Zelanda     | 21"04 |      |
| 5    | George Daniels    | Ghana             | 21"10 |      |
| 6    | Andrés Calonge    | Argentina         | 21"11 |      |
| 7    | Markku Juhola     | Finlandia         | 21"19 |      |
| 8    | Sunil Gunawardene | Ceylon            | 21"31 |      |

| Pos. | Atleta             | Nazione           | Tempo | Nota   |
| ---- | ------------------ | ----------------- | ----- | ------ |
| 1    | Larry Burton       | Stati Uniti       | 20"68 | Q      |
| 2    | Martin Jellinghaus | Germania Ovest    | 20"70 | Q      |
| 3    | Siegfried Schenke  | Germania Est      | 20"79 | Q      |
| 4    | Philippe Clerc     | Svizzera          | 20"82 |        |
| 5    | Edwin Roberts      | Trinidad e Tobago | 20"99 |        |
| 6    | Pasqualino Abeti   | Italia            | 21"00 |        |
| 7    | Ladislav Kříž      | Cecoslovacchia    | 21"46 |        |
| -    | James Addy         | Ghana             |       | Squal. |

| Pos. | Atleta            | Nazione          | Tempo | Nota |
| ---- | ----------------- | ---------------- | ----- | ---- |
| 1    | Larry Black       | Stati Uniti      | 20"28 | Q    |
| 2    | Don Quarrie       | Giamaica         | 20"43 | Q    |
| 3    | Bruno Cherrier    | Francia          | 20"62 | Q    |
| 4    | Vladimir Loveckij | Unione Sovietica | 20"83 |      |
| 5    | Motsapi Moorosi   | Lesotho          | 20"90 |      |
| 6    | Su Wen-Ho         | Taiwan           | 21"47 |      |
| 7    | Audun Garshol     | Norvegia         | 25"30 |      |
| -    | Sammy Monsels     | Suriname         |       | Rit. |

| Pos. | Atleta             | Nazione           | Tempo | Nota |
| ---- | ------------------ | ----------------- | ----- | ---- |
| 1    | Pietro Mennea      | Italia            | 20"47 | Q    |
| 2    | Hans-Joachim Zenk  | Germania Est      | 20"59 | Q    |
| 3    | Richard Hardware   | Giamaica          | 20"76 | Q    |
| 4    | Lucien Sainte-Rose | Francia           | 20"76 | q    |
| 5    | Francisco García   | Spagna            | 20"77 |      |
| 6    | Trevor James       | Trinidad e Tobago | 21"34 |      |
| 7    | Brian Green        | Gran Bretagna     | 21"41 |      |
| -    | Dan Amuke          | Kenya             |       | NP   |

### Semifinali
| Pos. | Atleta             | Nazione          | Tempo | Nota |
| ---- | ------------------ | ---------------- | ----- | ---- |
| 1    | Valerij Borzov     | Unione Sovietica | 20"74 | Q    |
| 2    | Larry Burton       | Stati Uniti      | 20"78 | Q    |
| 3    | Chuck Smith        | Stati Uniti      | 20"86 | Q    |
| 4    | Siegfried Schenke  | Germania Est     | 20"97 | Q    |
| 5    | Jaroslav Matoušek  | Cecoslovacchia   | 20"99 |      |
| 6    | Manfred Ommer      | Germania Ovest   | 21"08 |      |
| 7    | Lucien Sainte-Rose | Francia          | 21"42 |      |
| -    | Don Quarrie        | Giamaica         |       | Rit. |

| Pos. | Atleta             | Nazione           | Tempo | Nota |
| ---- | ------------------ | ----------------- | ----- | ---- |
| 1    | Larry Black        | Stati Uniti       | 20"36 | Q    |
| 2    | Pietro Mennea      | Italia            | 20"52 | Q    |
| 3    | Hans-Joachim Zenk  | Germania Est      | 20"63 | Q    |
| 4    | Martin Jellinghaus | Germania Ovest    | 20"75 | Q    |
| 5    | Jiří Kynos         | Cecoslovacchia    | 20"88 |      |
| 6    | Ainsley Armstrong  | Trinidad e Tobago | 21"13 |      |
| 7    | Bruno Cherrier     | Francia           | 21"15 |      |
| 8    | Richard Hardware   | Giamaica          | 21"24 |      |

### Finale
Dal 1972 al 1976 furono in vigore, per le corse veloci, due distinte liste dei record mondiali: una per i tempi elettrici (al centesimo, tra cui 19"83) e una per i tempi manuali (al decimo, tra cui 19"8).
| Record mondiale | 19"83 | Tommie Smith   | Città del Messico | 1968 |
| =               | 19"8  | Donald Quarrie | Cali              | 1971 |

| Pos.    | Corsia | Atleta             | Età | Nazione          | Tempo | Nota |
| ------- | ------ | ------------------ | --- | ---------------- | ----- | ---- |
| Oro     | 5      | Valerij Borzov     | 22  | Unione Sovietica | 20"00 |      |
| Argento | 1      | Larry Black        | 21  | Stati Uniti      | 20"19 |      |
| Bronzo  | 2      | Pietro Mennea      | 20  | Italia           | 20"30 |      |
| 4       | 6      | Larry Burton       | 20  | Stati Uniti      | 20"37 |      |
| 5       | 3      | Chuck Smith        | 23  | Stati Uniti      | 20"55 |      |
| 6       | 8      | Siegfried Schenke  | 29  | Germania Est     | 20"56 |      |
| 7       | 4      | Martin Jellinghaus | 27  | Germania Ovest   | 20"65 |      |
| 8       | 7      | Hans-Joachim Zenk  | 20  | Germania Est     | 21"05 |      |